# Colombier-Saugnieu
Pour les articles homonymes, voir Colombier.
Colombier-Saugnieu est une commune française, située dans le département du Rhône en région Auvergne-Rhône-Alpes. En 2019, elle compte 2 700 habitants.

## Géographie

### Situation et description
Commune de l'Est lyonnais, située à l'extrême limite sud-est du département du Rhône, en banlieue lyonnaise, elle est constituée de 3 hameaux :
- Colombier abrite la mairie, la pharmacie, la boulangerie, la poste ainsi qu'à l'ouest, la zone artisanale où se situent les nouvelles salles festives Vol de nuit ;
- Saugnieu compte notamment l'épicerie et la médiathèque ;
- Montcul comprend, lui, le groupe scolaire Jules-Ferry, la salle polyvalente La Dauphinoise, la crèche et le centre aéré.

La commune compte encore quelques fermes en activité, des bois et des champs cultivés par les agriculteurs de la commune.
La situation géographique de la commune fait que l'on peut à la fois observer la basilique de Fourvière (à la jumelle et par temps dégagé), la centrale nucléaire du Bugey et le mont Blanc (par temps dégagé).

### Climat
Pour des articles plus généraux, voir Climat d'Auvergne-Rhône-Alpes et Climat du Rhône.
En 2010, le climat de la commune est de type climat océanique altéré, selon une étude du Centre national de la recherche scientifique s'appuyant sur une série de données couvrant la période 1971-2000. En 2020, Météo-France publie une typologie des climats de la France métropolitaine dans laquelle la commune est dans une zone de transition entre le climat semi-continental et le climat de montagne et est dans la région climatique  Bourgogne, vallée de la Saône, caractérisée par un bon ensoleillement (1 900 h/an), un été chaud (18,5 °C), un air sec au printemps et en été et des vents faibles. 
Pour la période 1971-2000, la température annuelle moyenne est de 11,7 °C, avec une amplitude thermique annuelle de 17,9 °C. Le cumul annuel moyen de précipitations est de 999 mm, avec 10,2 jours de précipitations en janvier et 6,9 jours en juillet. Pour la période 1991-2020, la température moyenne annuelle observée sur la station météorologique installée sur la commune est de 12,8 °C et le cumul annuel moyen de précipitations est de 862,5 mm,. Pour l'avenir, les paramètres climatiques de la commune estimés pour 2050 selon différents scénarios d'émission de gaz à effet de serre sont consultables sur un site dédié publié par Météo-France en novembre 2022.
| Mois                                  | jan.             | fév.             | mars            | avril         | mai             | juin          | jui.           | août           | sep.           | oct.            | nov.            | déc.             | année      |
| ------------------------------------- | ---------------- | ---------------- | --------------- | ------------- | --------------- | ------------- | -------------- | -------------- | -------------- | --------------- | --------------- | ---------------- | ---------- |
| Température minimale moyenne (°C)     | 1,1              | 1,4              | 4,3             | 7,3           | 11,2            | 14,8          | 16,7           | 16,5           | 12,8           | 9,6             | 4,8             | 1,9              | 8,5        |
| Température moyenne (°C)              | 3,9              | 4,9              | 8,8             | 12,1          | 16,1            | 19,9          | 22,1           | 21,9           | 17,7           | 13,5            | 7,9             | 4,6              | 12,8       |
| Température maximale moyenne (°C)     | 6,6              | 8,4              | 13,4            | 16,9          | 20,9            | 25            | 27,5           | 27,3           | 22,5           | 17,3            | 11              | 7,2              | 17         |
| Record de froid (°C) date du record   | −20,3 07.01.1985 | −12,9 11.02.1986 | −9,6 01.03.05   | −3 08.04.03   | −0,2 01.05.1976 | 4 04.06.1984  | 6,6 22.07.1980 | 5,1 30.08.1986 | 1,7 22.09.1977 | −3,7 31.10.1997 | −8,1 27.11.1989 | −12,7 10.12.1980 | −20,3 1985 |
| Record de chaleur (°C) date du record | 20,4 10.01.15    | 22,4 24.02.1990  | 26,1 22.03.1990 | 28,8 30.04.05 | 33,9 24.05.09   | 38,1 22.06.03 | 39,4 24.07.19  | 39,9 24.08.23  | 34,2 10.09.23  | 30,3 09.10.23   | 22,4 08.11.15   | 20,1 18.12.1989  | 39,9 2023  |
| Ensoleillement (h)                    | 727              | 993              | 1 678           | 1 826         | 2 165           | 2 515         | 2 786          | 2 469          | 186            | 1 235           | 717             | 504              | 19 473     |
| Précipitations (mm)                   | 55               | 46,9             | 54,1            | 72,4          | 82,7            | 70,7          | 67,4           | 70,6           | 86,6           | 101             | 92,1            | 63               | 862,5      |

### Communes limitrophes
| Pusignan                                    | Janneyrias (Isère)       | Charvieu-Chavagneux (Isère)           |
| Genas                                       | Colombier-Saugnieu       | Tignieu-Jameyzieu, Chamagnieu (Isère) |
| Saint-Bonnet-de-Mure, Saint-Laurent-de-Mure | Satolas-et-Bonce (Isère) |                                       |

Voici ci-dessous une carte représentant le découpage territorial des communes limitrophes :

### Voie de communication et transports

#### Transports en commun
Les transports en commun de la commune sont sous la compétence du SYTRAL depuis le 1er janvier 2015. Depuis le 31 août 2015, le réseau Les Cars du Rhône a laissé place au réseau TCL.
- Le tram-train   Rhônexpress relie la gare de Lyon-Part-Dieu à l'aéroport de Lyon-Saint-Exupéry situé sur la commune.
- Le réseau TCL dessert la commune avec :
  - la ligne express   relie la commune de Colombier-Saugnieu à Lyon Grange-Blanche ;
  - les lignes complémentaires   et   desservant la zone aéroportuaire ;
  - les lignes Junior Direct à vocation scolaire : JD9, JD18, JD19, JD25, JD27, JD126, JD150 et JD252.

## Urbanisme

### Typologie
Au 1er janvier 2024, Colombier-Saugnieu est catégorisée ceinture urbaine, selon la nouvelle grille communale de densité à sept niveaux définie par l'Insee en 2022.
Elle est située hors unité urbaine. Par ailleurs la commune fait partie de l'aire d'attraction de Lyon, dont elle est une commune de la couronne,. Cette aire, qui regroupe 397 communes, est catégorisée dans les aires de 700 000 habitants ou plus (hors Paris),.

## Toponymie
Le nom du hameau de Montcul pourrait représenter une formation tautologique : la racine pré-indo-européenne °kŭk(k)- / °kūk(k)- signifiant « hauteur arrondie ».  Cette signification est connue tardivement, en témoigne l'affectation du nom à une colline à Saint Pierre et Miquelon : Cuquemel.

## Histoire
La commune s'est dotée d'un drapeau aux effigies du lieu avec l'inscription : Dauphinois toujours. Et depuis 2010 d’un logo mettant en avant l’attachement au caractère rural de la commune, ainsi que les liens particuliers qui l’unissent à l’aéroport.

## Politique et administration

### Administration départementale
Initialement rattachée au département de l'Isère et au canton de la Verpillière, la commune de Colombier-Saugnieu est amputée de parcelles de son territoire au profit de la commune de Saint-Bonnet-de-Mure lors du transfert de cette dernière du département de l'Isère vers le département du Rhône par la loi n°67-1205 du 29 décembre 1967.
Colombier-Saugnieu est à son tour rattachée au département du Rhône le 1er avril 1971 et rejoint le canton de Meyzieu.
À compter des élections cantonales de 2015, la commune est rattachée au nouveau canton de Genas.

### Administration municipale
| Période       | Période                       | Identité            | Étiquette | Qualité                                                                                        |
| ------------- | ----------------------------- | ------------------- | --------- | ---------------------------------------------------------------------------------------------- |
| mai 1900      | mai 1904                      | Emmanuel Varichon   |           |                                                                                                |
| mai 1904      | mai 1908                      | Jean-Marie Archinet |           |                                                                                                |
| mai 1908      | décembre 1919                 | Joseph Gadoud       |           |                                                                                                |
| décembre 1919 | mai 1935                      | Joanny Favre        |           |                                                                                                |
| mai 1935      | mai 1945                      | Joseph Gadoud       |           |                                                                                                |
| mai 1945      | 1955                          | Clément Gonin       |           |                                                                                                |
| 1955          | mars 1965                     | Germain Vial        |           |                                                                                                |
| mars 1965     | 1968                          | Jean-Julien Riste   |           |                                                                                                |
| 1968          | mars 1989                     | Édouard Durand      |           |                                                                                                |
| mars 1989     | juin 1995                     | Jean Marmonier      |           | Droguiste, maire honoraire                                                                     |
| juin 1995     | mars 2008                     | Robert Mellinand    | DVD       | Ingénieur des Arts et Métiers et officier de marine                                            |
| mars 2008     | En cours (au 19 janvier 2021) | Pierre Marmonier    | DVD       | Retraité 5e vice-président de la CC de l'Est lyonnais (2020 → ) Réélu pour le mandat 2020-2026 |

### Intercommunalité
La commune fait partie de la CCEL - communauté de communes de l'Est Lyonnais.

### Sécurité
La commune fait partie de la circonscription de la BTA de gendarmerie de Saint-Laurent-de-Mure.
Elle dispose d'une police municipale dotée d'appareil de contrôle de la vitesse. L'effectif de ce service de police local est constitué par quatre fonctionnaires de police. Elle est aussi pourvue d'un centre de secours de sapeurs pompiers (tous bénévoles).

## Population et société

### Démographie
L'évolution du nombre d'habitants est connue à travers les recensements de la population effectués dans la commune depuis 1793. Pour les communes de moins de 10 000 habitants, une enquête de recensement portant sur toute la population est réalisée tous les cinq ans, les populations de référence des années intermédiaires étant quant à elles estimées par interpolation ou extrapolation. Pour la commune, le premier recensement exhaustif entrant dans le cadre du nouveau dispositif a été réalisé en 2005.

En 2022, la commune comptait 2 859 habitants, en évolution de +9,88 % par rapport à 2016 (Rhône : +3,93 %, France hors Mayotte : +2,11 %).
| 1793  | 1800 | 1806  | 1821  | 1831  | 1836  | 1841  | 1846  | 1851  |
| ----- | ---- | ----- | ----- | ----- | ----- | ----- | ----- | ----- |
| 1 700 | 969  | 1 014 | 1 206 | 1 312 | 1 378 | 1 397 | 1 362 | 1 432 |

| 1856  | 1861  | 1866  | 1872  | 1876  | 1881  | 1886  | 1891  | 1896  |
| ----- | ----- | ----- | ----- | ----- | ----- | ----- | ----- | ----- |
| 1 466 | 1 449 | 1 457 | 1 246 | 1 176 | 1 169 | 1 131 | 1 066 | 1 008 |

| 1901 | 1906  | 1911  | 1921 | 1926 | 1931 | 1936 | 1946 | 1954 |
| ---- | ----- | ----- | ---- | ---- | ---- | ---- | ---- | ---- |
| 992  | 1 014 | 1 029 | 806  | 804  | 770  | 690  | 695  | 731  |

| 1962 | 1968 | 1975 | 1982  | 1990  | 1999  | 2005  | 2006  | 2010  |
| ---- | ---- | ---- | ----- | ----- | ----- | ----- | ----- | ----- |
| 726  | 772  | 942  | 1 127 | 1 833 | 2 083 | 2 225 | 2 252 | 2 449 |

| 2015  | 2020  | 2022  | - | - | - | - | - | - |
| ----- | ----- | ----- | - | - | - | - | - | - |
| 2 554 | 2 744 | 2 859 | - | - | - | - | - | - |

### Équipements sportifs
- La commune de Colombier-Saugnieu est notamment équipée de deux terrains de football ainsi que de trois terrains de tennis, dont un couvert, la Dauphinoise.
- On compte une cinquantaine d'associations sportives et culturelles dans la commune (football, tennis de table[17], tennis, arts martiaux, danse, gymnastique, musculation, théâtre), réparties dans différents locaux dont la salle polyvalente La Dauphinoise.

### Cultes
Il y deux églises catholiques dans la commune. L'une est à Saugnieu, l'autre à Colombier. On trouve également à Colombier, à proximité de l'église, une maison religieuse située dans un grand parc boisé.
L'aéroport de Lyon-Saint-Exupéry qui est sur le territoire communal comprend aussi un centre spirituel de rencontre offrant l'accès à une mosquée, une chapelle et un oratoire israélite.

## Économie
La commune de Colombier-Saugnieu abrite sur son territoire l'aéroport de Lyon-Saint-Exupéry ainsi  que la gare TGV du même nom.
La zone artisanale, située sur le hameau de Colombier compte 52 entreprises réparties sur 4 tranches.

## Patrimoine culturel

### Lieux et monuments
La vieille tour de l'ancien château de Colombier évoqué dans la bataille d’Anthon du 11 juin 1430.
L'aéroport Lyon-Saint-Exupéry est situé sur la commune de Colombier-Saugnieu.

### Héraldique
|  | Les armes de la commune de Colombier-Saugnieu se blasonnent ainsi : Parti, au un de la Tour: de gueules à la tour d'or, senestrée d'un avant-mur de même, maçonnés de sables. Au deux d'azur à la colombe volante d'argent tenant en son bec un rameau d'olivier. En chef : d'or au dauphin vif d'azur, crêté, oreillé et barbelé de gueules. |